# Терраччано, Пьетро
Пьетро Терраччано (итал. Pietro Terracciano; род. 8 марта 1990, Сан-Феличе-а-Канчелло, Кампания) — итальянский футболист, вратарь клуба «Милан».

## Клубная карьера

### «Ночерина»
Терраччано начал свою профессиональную карьеру в «Ночерине», а затем провел сезон 2010/11 годов в аренде в команде «Милаццо» из Второго дивизиона Профессиональной лиги. Начав свою профессиональную карьеру в низших лигах Италии, в июне 2011 года он перешел Катания из Серии А.

### «Катания»
30 июня 2011 года «Катания» подтвердила подписание контракта с Терраччано на постоянной основе. Игрок начал сезон в качестве четвёртого вратаря сицилийского клуба после игрока сборной Аргентины Мариано Андухары, итальянского ветерана Андреа Кампаньоло и бывшего игрока молодёжной сборной Словакии Томаша Кошицкого. Он также оставался четвертым выбором после новоприбывшего Хуана Пабло Карризо и ушедшего Андухара. 21 апреля 2012 года, из-за дисквалификации Каррисо, в последнем матче он дебютировал с клубом в Серии А. Он оставался третьим выбором в сезоне Серии А 2012/13 после Андухара и Альберто Фрисона.
23 июля 2013 года Терраччано подписал арендное соглашение с «Авеллино 1912» с возможностью выкупа игрока сразу после сезона Серии B 2013/14. После того, как он сыграл за «Катанию» в Серии B 2014/15, он перешёл в «Салернитану» в аренду на 2 года.

### «Фиорентина»
22 января 2019 года Терраччано перешёл в «Фиорентину» в аренду до 30 июня. 7 июля того же года Терраччано подписал контракт на постоянной основе с «фиолетовыми».

### «Милан»
18 июля 2025 года Террачано подписал однолетний контракт с клубом «Милан», с возможностью продления ещё на год.

## Достижения

### «Фиорентина»
- Финалист Кубка Италии: 2022/23
- Финалист Лиги конференций: 2022/23, 2023/24